# カルロス・ボーネル
カルロス・ボーネル（Carlos Bonell、1949年 - ）は、イギリスのギタリスト。

## 来歴
スペイン人の両親のもとにロンドンに生まれる。
ロンドンの王立音楽大学でジョン・ウィリアムスに学び、1972年に最年少で同校教授となる。デッカ・レコード、EMI、CBSレコード等のレーベルに多くの録音を残すが、特に1981年にシャルル・デュトワ指揮モントリオール交響楽団と協演したホアキン・ロドリーゴ「アランフエス協奏曲（デッカ）」の録音は評判が高い。
| スタブアイコン | サブスタブ | この項目は、まだ閲覧者の調べものの参照としては役立たない、音楽関係者（バンド等）に関連した書きかけの項目です。この項目を加筆・訂正などしてくださる協力者を求めています（P:音楽/PJ:芸能人）。 |